# Acanthurus dussumieri
Acanthurus dussumieri (лат.) — морская рыба из семейства хирурговых.
Вид распространён в Индо-Тихоокеанской области от Южной Африки до Японии и от Гавайских островов до района Большого Барьерного рифа. В некоторых районах центральной части Тихого океана он отсутствует. У побережья Южной Африки рыбы мигрируют в Атлантику. Обитают обычно на внешней стороне рифов на глубине 130 метров или более в зарослях водорослей.

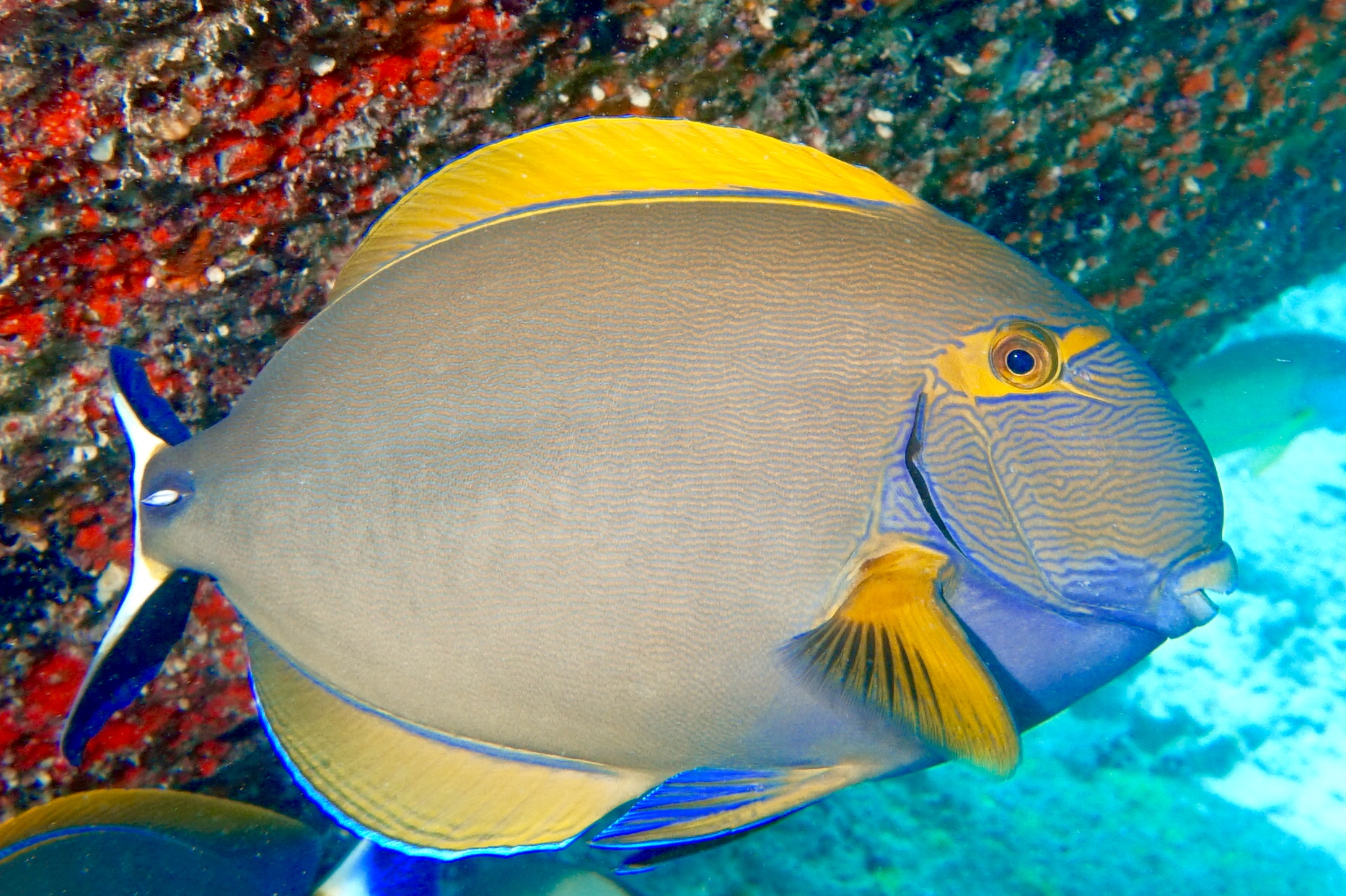

Как правило, одиночки. Они редко собираются вместе небольшими стайками. Откладывают икру не в стае, как многие другие хирурги, а в парах. У старых самцов на затылке имеется горб. Характерной особенностью вида являются жёлтая полоса у глаз и белое с чёрной каймой пятно у основания хвостового плавника.
Питаются тонким слоем бурых, зелёных, диатомовых водорослей и детритом, расположенном на дне.
Достигают в длину до 54 сантиметров.